# Guo Dan
Guo Dan (郭丹S, Guō DānP; 20 dicembre 1985) è un'arciera cinese.

## Palmarès

### Olimpiadi
- 1 medaglia:
  - 1 argento (Pechino 2008 a squadre)